# Koziany
Koziany (biał. Казяны) – wieś na Białorusi w rejonie brasławskim obwodu witebskiego, na Pojezierzu Brasławskim, nad ujściem rzeki Dryświaty do Dzisny.
Znajduje się tu parafialna cerkiew prawosławna pw. Świętego Ducha.

## Historia
Wieś szlachecka położona była w końcu XVIII wieku w powiecie brasławskim województwa wileńskiego.
W Kozianach znajdował się zamek wzniesiony w 1563 roku nad rzeką Obol przez Iwana Groźnego w czasie wojny litewsko-rosyjskiej 1558–1570 w roku. Zdobyty przez hetmana Krzysztofa Radziwiłła 23 lipca 1579 roku.
W czasach zaborów w granicach Imperium Rosyjskiego.
W dwudziestoleciu międzywojennym ówczesne miasteczko i pobliska wieś o tej samej nazwie leżała w Polsce, w województwie nowogródzkim (od 1926 w województwie wileńskim), w powiecie dziśnieńskim (od 1926 w powiecie brasławskim), w gminie Bohiń.
Według Powszechnego Spisu Ludności z 1921 roku zamieszkiwało:
- miasteczko – 585 osób, 68 było wyznania rzymskokatolickiego, 440 prawosławnego a 77 mojżeszowego. Jednocześnie 118 mieszkańców zadeklarowało polską przynależność narodową a 467 białoruską. Było tu 112 budynków mieszkalnych[4]. W 1931 w 106 domach zamieszkiwały 692 osoby[6].
- wieś – 695 osób, 19 było wyznania rzymskokatolickiego, 558 prawosławnego a 88 mojżeszowego. Jednocześnie 18 mieszkańców zadeklarowało polską przynależność narodową a 677 białoruską. Było tu 120 budynków mieszkalnych[4]. W 1931 w 153 domach zamieszkiwało 828 osób[7].

Miejscowości należała do miejscowej parafii prawosławnej i rzymskokatolickiej w Wasiewiczach. Podlegała pod Sąd Grodzki w Opsie i Okręgowy w Wilnie; mieścił się tu właściwy urząd pocztowy.
Podczas okupacji hitlerowskiej, w lecie 1941 roku Niemcy utworzyli getto dla żydowskich mieszkańców. Przebywało w nim około 500 osób. 20 sierpnia 1943 roku Niemcy zlikwidowali getto, a Żydów wywieziono do getta w Postawach a część zamordowano na cmentarzu żydowskim. 

W okresie ZSRR 5 km na północ od wsi wybudowano bazę rakietową. Stacjonował tu 346 pułk rakietowy wchodzący w skład 32 Dywizji Rakietowej, której sztab znajdował się w Postawach.

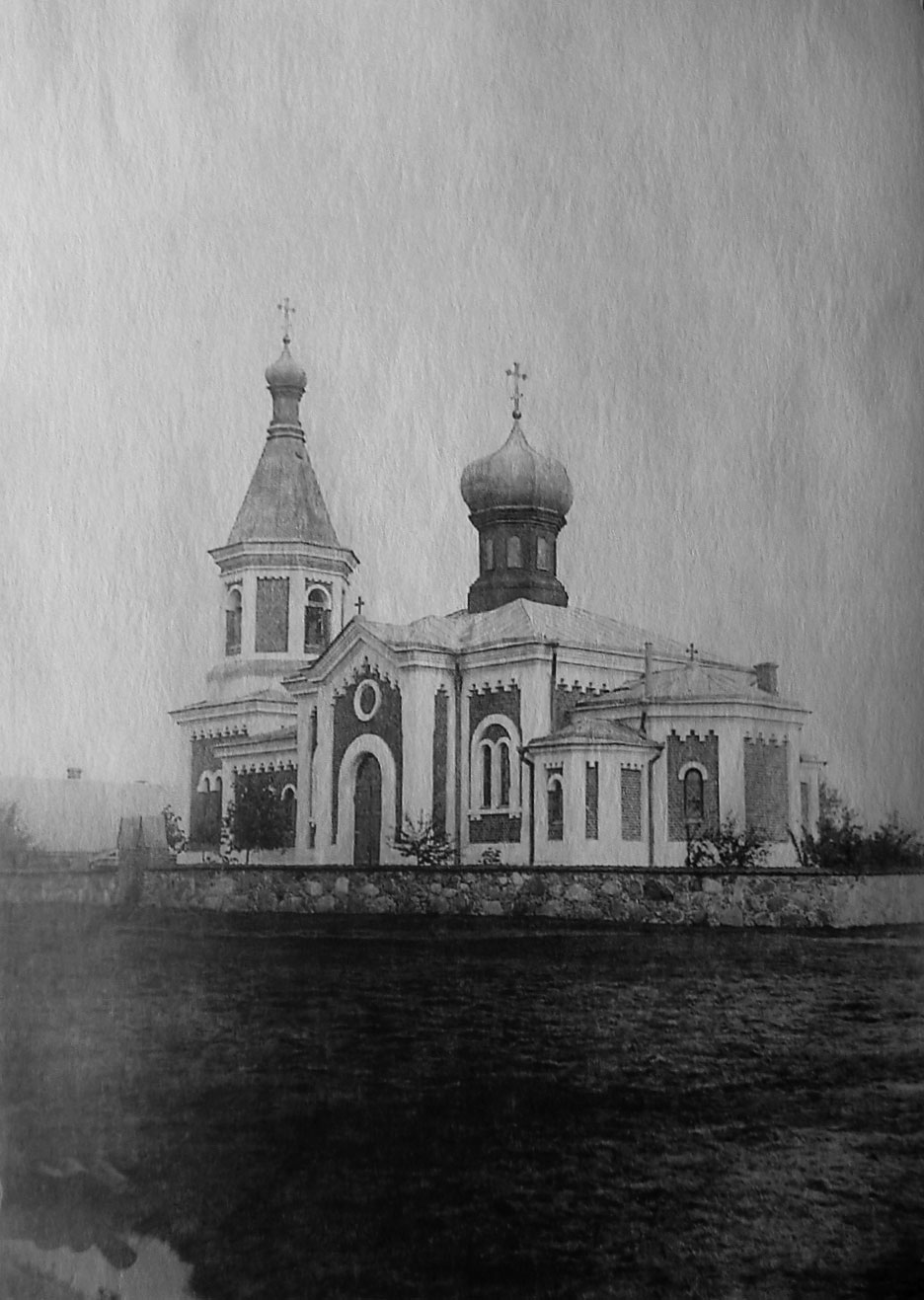
Cerkiew w Kozianach przed I wojną światową